# عبد الرحمن رأفت الباشا
عبد الرحمن رأفت الباشا (1338- 1406 هـ/ 1920- 1986 م) بحَّاثة وكاتب سوري، من أدباء العربية المبدعين، وأستاذ جامعي، اشتَهَر بكتابيه (صور من حياة الصحابة) و(صور من حياة التابعين)، عمل مفتشًا اختصاصيًّا للغة العربية في سورية، ومديرًا لدار الكتب الظاهرية بدمشق، وأحد مؤسسي رابطة الأدب الإسلامي العالمية. 

## ولادته ونشأته
ولد عبد الرحمن رأفت الباشا في بلدة أريحا شمال سورية، يوم 17 رمضان 1338 هـ الموافق 4 إبريل عام 1920م، وتلقى دراسته الابتدائية فيها، ثم تخرج في المدرسة الخسروية بحلب؛ وهي أقدم مدرسة شرعية رسمية في سورية. وتابع دراسته الجامعية في القاهرة؛ فنال الشهادة العالية لكلية أصول الدين في الأزهر، وشهادة الليسانس في الأدب العربي من كلية الآداب بجامعة فؤاد الأول، ثم درجتي الماجستير والدكتوراه من هذه الجامعة التي أطلق عليها فيما بعد اسم جامعة القاهرة.

## حياته المهنية
اشتغل مدرسًا فمفتشًا، ثم كبيرًا لمفتشي اللّغة العربية في سورية، ثم مديرًا لدار الكتب الظّاهرية المنبثقة عن المجمع العلمي العربي في دمشق، وأستاذًا محاضرًا في كلية الآداب في جامعة دمشق ثم انتقل إلى السّعودية للتدريس في كلية اللغة العربية بجامعة الإمام محمد بن سعود الإسلامية؛ وقد شغل منصب رئيس قسم البلاغة والنّقد ومنهج الأدب الإسلامي، وكان عضوًا في المجلس العلمي في الجامعة منذ أن وُجِدَ، وعُهِدَ إليه بلجنة البحث والنّشر في الجامعة ذاتها، ولقد أسهم إسهاما كبيرا في تطوير مناهج الدراسة، وإقرار مادة البحوث في كلية اللغة العربية، التي امتد عمله بها إلى اثنين وعشرين عاما.

## فكره ومنهجه
أمضى الدكتور عبد الرحمن حياته العلمية والعملية منذ بدايتها مكافحًا ومنافحًا عن لغة القرآن… داعيًا إلى فن أدبي إسلامي لا يكتفي بجمال التعبير وإبداع التصوير؛ وإنما يشترط فيه أن يكون ممتعًا هادفًا نافعًا في وقت معًا… فن أدبي إسلامي يلتزم أمام إله متصف بصفات الكمال كلها، منزه عن صفات النقص جميعها… ويكون بسماته هذه مغايرًا للتيارات الأدبية الأخرى التي تلتزم أمام النفوس البشرية الأمارة بالسوء.
ومع أنه لم يكن هو أول من دعا إلى إيجاد هذا الأدب، فقد سبقه إلى ذلك كثير من المفكرين، وهو اعترف بذلك ويقر بالفضل لأهله… لكنه استطاع أن يجعل أماني أولئك العلماء حقيقة واقعة، فقد سعى لإيجاد عمل موسوعي يخدم الأدب الإسلامي ويكون له بمثابة الخلفية التاريخية، والقاعدة الصلبة التي ينهض عليها بناؤه؛ ليساعد الدارسين في معرفة هذا الأدب ودراسة خصائصه ورصد موضوعاته… ومن هنا ظهرت فكرة موسوعة أدب الدعوة الإسلامية التي قامت بإصدارها كلية اللغة العربية بالرياض، وأشرف عليها بنفسه حيث كانت نتاج مادة البحث لطلبة السنة النهائية بكلية اللغة العربية، وصدر منها ستة أسفار:
- شعر الدعوة الإسلامية في عصر النبوة والخلفاء الراشدين = إعداد عبد الله حامد الحامد. 1391هـ - 1971م
- شعر الدعوة الإسلامية في العصر الأموي = إعداد عبد العزيز محمد الزير، ومحمد بن عبد الله الأطرم. 1392هـ - 1972م
- شعر الدعوة الإسلامية في العصر العباسي الأول = إعداد عبد الله عبد الرحمن الجعيثن. 1396هـ - 1976م
- شعر الدعوة الإسلامية في العصر العباسي الثاني = إعداد عائض بنية الردادي. 1392هـ - 1972م
- شعر الدعوة الإسلامية في العصر العباسي الثالث = إعداد محمد بن علي الصامل، وعبد الله بن صالح العريني. 1401هـ - 1981م

هذا في مجال الشعر، أما في مجال النثر، فقد صدرت القصص الإسلامية في عهد النبوة والخلفاء الراشدين في مجلدين اثنين كبيرين؛ أربى عدد صفحاتهما على الألف = إعداد أحمد ابن حافظ الحكمي 1396هـ - 1976م
وقد كان لصدور هذه الأسفار من الموسوعة أثر ملموس في تغيير بعض المسلمات الأدبية الخاطئة عن الشعر الإسلامي، ولا سيما في عصر النبوة والخلفاء الراشدين… فكتبت الدكتورة عائشة عبد الرحمن (بنت الشاطئ) مقالاً نشر بالأهرام في عدد يوم الجمعة الواقع في 11/7/1975م بعنوان: الإسلام والشعر والمستوى الفني لشعر الصحابة، وذلك بمناسبة الرسالة التي أعدها تحت إشرافها الأستاذ محمد الراوندي المحاضر بدار الحديث الحسنية بالرباط بعنوان: الصحابة الشعراء، حيث نقلت فيها فقرًا من مقدمة الجزء الأول من موسوعة أدب الدعوة الإسلامية في عصر النبوة والخلفاء الراشدين، وقررت أن الجهود الجدية قلبت المُسَـَّلمَات الأدبية السابقة قلبًا؛ إذ كان الدّارسون، وهي منهم، يقيمون أحكامهم على حصر شعراء الدعوة بما لا يزيد عن أصابع اليدين عددًا
كما عمل الدكتور الباشا على توسيع نطاق التعريف بهذا الأدب اليتيم ـ كما كان يُطْلِق عليه في بعض المناسبات ـ وذلك من خلال برنامج إذاعي سجلت حلقته الأولى إذاعة الرياض في 30/4/1395 هـ، وقد أربى عدد حلقاته على ( 240 ) تحت اسم مع أدب الدعوة الإسلامية.
قام وحده برسم منهج إسلامي في الأدب والنّقد، وعمل على إرساء قواعده، وتبنت جامعة الإمام محمد بن سعود الإسلامية هذه الفكرة الرّائدة، وأوسعت لها في المحاضرات الجامعية… حتى قيض لمادة منهج الأدب الإسلامي أن تقف على أرض صلبة قوية، وأنشئ على أثرها أول قسم خاص بها في العالم الإسلامي… وقد عبر عن ذلك الشيخ أبو الحسن الندوي في التقديم الذي كتبه لكتاب نحو مذهب إسلامي في الأدب والنقد حيث قال
كان الدكتور عبد الرحمن ممّن يتصف بالعمل والتطبيق، فلم يستجب لهذه الفكرة استجابة فكرية فحسب، بل سبق إلى تنفيذها وتجسيدها خلال تدريسه بجامعة الإمام محمد بن سعود الإسلامية، وإشرافه على البحوث الأدبية، ثم تطورت آماله إلى تأسيس رابطة تُعْنى بهذا الموضوع، وعقد ندوات حول الموضوع، والتف حوله أساتذة وكتاب كان بينهم انسجام فكري، وتحولت هذه الفكرة إلى منظمة عالمية
لقد مر إنشاء هذه المنظمة التي دعيت بـ رابطة الأدب الإسلامي العالمية بمراحل عديدة؛ كان أهمها ذلك الاجتماع الذي انعقد في منزل الدكتور عبد الرحمن رأفت الباشا في مدينة الرياض عام 1400هـ - 1980م والذي تم فيه تكوين هيئة تأسيسية لهذه الرابطة برئاسة الشيخ أبي الحسن الندوي ثم كانت الندوة العالمية للأدب الإسلامي برئاسة الشيخ أبي الحسن الندوي في لكنو في شهر جمادى الآخرة عام 1404هـ - 1981م، حيث دعي إلى هذه الندوة عدد كبير من رجالات العالم الإسلامي المهتمين بالأدب، واختير الدكتور الباشا نائبًا لرئيس الرابطة، ورئيسًا لمكتب البلاد العربية. كما شارك الدكتور الباشا في العديد من اللّجان والنّدوات، وناقش وأشرف على عدد من رسائل الماجستير والدّكتوراه.

## كتبه ومؤلفاته
- القراءة والنصوص الأدبية، وهو كتاب مدرسي لطلاب المرحلة الإعدادية.[1]
- صور من حياة الصحابة
- صور من حياة التابعين
- أرض البطولات، قصة تاريخية فازت في مسابقة وزارة التربية والتعليم في الجمهورية العربية المتحدة عام 1961م.
- الراية الثالثة، رواية تاريخية فازت في مسابقة وزارة التربية والتعليم في سورية عام 1962م.
- علي بن الجهم: حياته وشعره.
- شعر الطرد؛ إلى نهاية القرن الثالث الهجري.
- الصيد عند العرب، أدواته وطرقه، حيوانه الصائد والمصيد.
- نحو مذهب إسلامي في الأدب والنقد.
- البطولة.
- حدث في رمضان.
- الدين القيم.
- صور من حياة الصحابيات.
- العدوان على العربية عدوان على الإسلام.
- فن الامتحانات بين الطالب والمعلم.
- فن الدراسة.

## وفاته ودفنه
تُوفي في يوم الجمعة 11 ذو القعدة 1406 هـ 18 يوليو 1986م في مدينة إسطنبول بتركيا، وسُجِّيَ جثمانه بمقبرة الفاتح هناك.